# Papouasie-Nouvelle-Guinée aux Jeux olympiques d'été de 2012
La Papouasie-Nouvelle-Guinée participe aux Jeux olympiques d'été de 2012 à Londres. Il s'agit de sa 9e participation aux Jeux olympiques d'été. Le pays n'a jamais remporté de médaille olympique, mais le sprinter Francis Kompaon fut médaillé d'argent au 100 mètres aux Jeux paralympiques de 2008, et le nageur Ryan Pini atteignit la finale au 100 mètres papillon aux Jeux olympiques cette même année. Pini est décrit comme « le seul espoir réaliste de médaille » de la Papouasie-Nouvelle-Guinée aux Jeux olympiques de 2012. À l'inverse des Jeux de 2008, toutefois, il ne prend part en 2012 qu'à une seule épreuve, et n'y atteint pas les demi-finales.
La délégation comprend huit athlètes, qui participent aux épreuves de natation, de taekwondo, de judo, d'haltérophilie et d'athlétisme. Il s'agit de la plus grande délégation olympique papou-néo-guinéenne à ce jour. Aucun  d'eux n'obtient de médaille.

## Athlétisme
Nelson Stone prend part à l'épreuve du 400 mètres hommes, et Toea Wisil à celle du 100 mètres dames.
Stone termine sixième dans sa première course (séries), en 46 s 71, et est éliminé. Wisil remporte sa première course lors des préliminaires, avec le meilleur temps des préliminaires : 11 s 60. Elle est quatrième lors de sa seconde course (séries), en 11 s 27, manquant par 0 s 05 de se qualifier pour les demi-finales.
Hommes
| Athlète      | Épreuve | Séries   | Séries | Demi-finales | Demi-finales | Finale       | Finale       |
| Athlète      | Épreuve | Résultat | Rang   | Résultat     | Rang         | Résultat     | Rang         |
| ------------ | ------- | -------- | ------ | ------------ | ------------ | ------------ | ------------ |
| Nelson Stone | 400 m   | 46 s 71  | 6      | Pas qualifié | Pas qualifié | Pas qualifié | Pas qualifié |

Femmes
| Athlète    | Épreuve | Séries   | Séries | Quarts de finale | Quarts de finale | Demi-finales  | Demi-finales  | Finale        | Finale        |
| Athlète    | Épreuve | Résultat | Rang   | Résultat         | Rang             | Résultat      | Rang          | Résultat      | Rang          |
| ---------- | ------- | -------- | ------ | ---------------- | ---------------- | ------------- | ------------- | ------------- | ------------- |
| Toea Wisil | 100 m   | 11 s 60  | 1 Q    | 11 s 27          | 4                | Pas qualifiée | Pas qualifiée | Pas qualifiée | Pas qualifiée |

## Haltérophilie
Le pays a deux représentants en haltérophilie : Steven Kari, dans la catégorie des 85 kg hommes, et Dika Toua dans celle des 53 kg dames.
Dika Toua soulève 79 kg à l'arraché et 95 kg à l'épaulé-jeté, pour un total de 174 kg, ce qui la classe 14e (sur 18). Steven Kari soulève 140 kg à l'arraché et 180 kg à l'épaulé-jeté, pour un total de 320 kg, ce qui le classe 15e (sur 23).
| Athlète     | Compétition   | Arraché  | Arraché | Épaulé-jeté | Épaulé-jeté | Total  | Rang |
| Athlète     | Compétition   | Résultat | Rang    | Résultat    | Rang        | Total  | Rang |
| ----------- | ------------- | -------- | ------- | ----------- | ----------- | ------ | ---- |
| Steven Kari | -85 kg hommes | 140 kg   | 18      | 180 kg      | 15          | 320 kg | 15   |
| Dika Toua   | -53 kg femmes | 79 kg    | 15      | 95 kg       | 14          | 174 kg | 14   |

## Judo
Raymond Ovinou prend part dans la catégorie des moins de 66 kg hommes. Il perd son premier match par ippon face à l'Arménien Armen Nazaryan.
| Athlète        | Compétition           | 1/32 de finale      | 1/16 de finale                | 1/8 de finale       | Quarts de finale    | Demi-finales        | Repêchage 1         | Repêchage 2         | Finale              | Finale       |
| Athlète        | Compétition           | Adversaire Résultat | Adversaire Résultat           | Adversaire Résultat | Adversaire Résultat | Adversaire Résultat | Adversaire Résultat | Adversaire Résultat | Adversaire Résultat | Rang         |
| -------------- | --------------------- | ------------------- | ----------------------------- | ------------------- | ------------------- | ------------------- | ------------------- | ------------------- | ------------------- | ------------ |
| Raymond Ovinou | Moins de 66 kg hommes | exempt              | Armen Nazaryan Perd 0000-1000 | Pas qualifié        | Pas qualifié        | Pas qualifié        | Pas qualifié        | Pas qualifié        | Pas qualifié        | Pas qualifié |

## Natation
Judith Meauri prend part à l'épreuve du 50 mètres nage libre dames, et Ryan Pini à celle du 100 mètres papillon hommes.
C'est une déception pour Pini, qui termine quatrième lors de son épreuve dans les séries, en 52 s 68. Il ne se qualifie pas pour les demi-finales,. Quant à Judith Meauri, son temps de 27 s 84 dans les séries n'est pas non plus suffisant pour atteindre les demi-finales.
Hommes
| Athlète   | Compétition         | Séries  | Séries | Demi-finales | Demi-finales | Finale       | Finale       |
| Athlète   | Compétition         | Temps   | Rang   | Temps        | Rang         | Temps        | Rang         |
| --------- | ------------------- | ------- | ------ | ------------ | ------------ | ------------ | ------------ |
| Ryan Pini | 100 mètres papillon | 52 s 68 | 24     | Pas qualifié | Pas qualifié | Pas qualifié | Pas qualifié |

Femmes
| Athlète       | Compétition           | Séries  | Séries | Demi-finales  | Demi-finales  | Finale        | Finale        |
| Athlète       | Compétition           | Temps   | Rang   | Temps         | Rang          | Temps         | Rang          |
| ------------- | --------------------- | ------- | ------ | ------------- | ------------- | ------------- | ------------- |
| Judith Meauri | 50 mètres nage libren | 27 s 84 | 47     | Pas qualifiée | Pas qualifiée | Pas qualifiée | Pas qualifiée |

## Taekwondo
Theresa Tona s'est qualifiée en septembre 2011 pour l'épreuve dames des moins de 49 kg. Il s'agit de sa deuxième qualification et participation consécutive,.
Elle perd son match lors des éliminatoires : après un premier round sans point de part et d'autre face à Erika Kasahara, elle est battue 0-12 par la Japonaise lors du second round, mettant fin au match.
| Athlète      | Compétition   | 1er tour            | Quarts de finale    | Demi-finales        | Repêchage 1         | Repêchage 2         | Finale              | Finale        |
| Athlète      | Compétition   | Adversaire Résultat | Adversaire Résultat | Adversaire Résultat | Adversaire Résultat | Adversaire Résultat | Adversaire Résultat | Rang          |
| ------------ | ------------- | ------------------- | ------------------- | ------------------- | ------------------- | ------------------- | ------------------- | ------------- |
| Theresa Tona | Femmes -49 kg | Kasahara Perd 0–12  | Pas qualifiée       | Pas qualifiée       | Pas qualifiée       | Pas qualifiée       | Pas qualifiée       | Pas qualifiée |